# Nevenko
Nevenko je moško osebno ime.

## Izvor imena
Ime Nevenko je moška oblika ženskega osebnega imena Nevenka.

## Pogostost imena
Po podatkih Statističnega urada Republike Slovenije je bilo na dan 31. decembra 2007 v Sloveniji število moških oseb z imenom Nevenko: 31.

## Osebni praznik
Osebe z imenom Nevenko lahko godujejo kot osebe z imenom Nevenka oziroma Neven  